# Grunewaldseenkette
Die Grunewaldseenkette oder auch Grunewaldrinne ist eine Kette von Seen in den Berliner Bezirken Charlottenburg-Wilmersdorf und Steglitz-Zehlendorf. Die Kette verbindet als glaziale Rinne in nordöstlicher Richtung Havel (Großer Wannsee) und Spree, dabei werden die „große“ und die „kleine“ Seenkette unterschieden. Daneben gibt es eine kleinere Nebenrinne entlang des Volksparks Wilmersdorf in östlicher Richtung. Die Geschichte der Seen und die Entwicklung der Niederungen ist ein Stück Berliner Stadtgeschichte.

## Übersicht Verlauf
- Grunewaldseenkette, Hauptkette von Südwest (Havel) nach Nordost (Spree); Reihenfolge entgegen der natürlichen Fließrichtung:
  - Nikolassee – Rehwiese – Schlachtensee – Krumme Lanke – Riemeisterfenn – Langes Luch – Grunewaldsee – Hundekehlefenn – Hundekehlesee – Dianasee – Koenigssee – Halensee – Lietzensee
- Grunewaldseenkette, Nebenrinne von West (Grunewald) nach Ost (Schöneberg); Reihenfolge entgegen der natürlichen Fließrichtung:
  - Herthasee – Hubertussee – Fennsee – (ehemaliger) Wilmersdorfer See – Volkspark Wilmersdorf – Rudolph-Wilde-Park

## Geologie und Lage

### Glaziale Rinnen

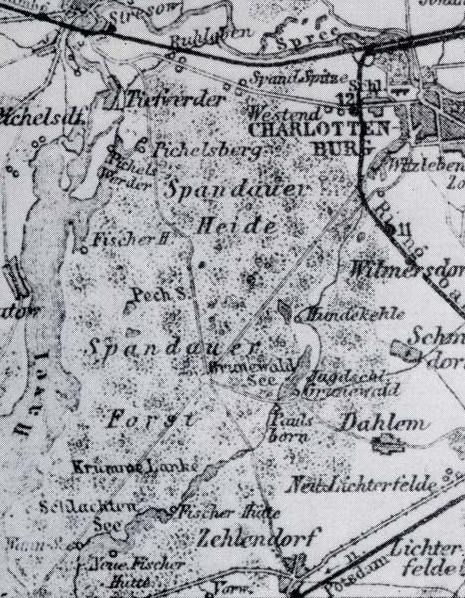
Verlauf im Jahr 1885 von der Spree zum Schlachtensee, noch ohne künstliche Seen

Die Seen liegen in zwei Schmelzwasserrinnen der letzten Eiszeit; deswegen wird die Grunewaldseenkette geologisch treffender auch als Grunewaldrinne bezeichnet. Diese stellt eine glaziale Rinne dar, die sich vor etwas mehr als 20.000 Jahren im Brandenburger Stadium der Weichsel-Kaltzeit herausgebildet hatte und die sandig-lehmige Hochfläche des Teltow durchschnitt. Durch Brunnenanlagen und Wasserentnahmen zur Versorgung der Stadt, was eine Absenkung des Grundwasserspiegels zur Folge hatte, fielen der Wasserspiegel des Schlachtensees um zwei und der des Grunewaldsees und der Krummen Lanke um einen Meter. Der Nikolassee fiel 1910 sogar ganz trocken, ebenso 1911 der Riemeistersee, der seitdem nur noch als Fenn existiert. Die Feuchtgebiete der beiden Fenne und des Luchs sowie die Uferbereiche der Seen konnten nur dadurch gerettet werden, dass – in Umkehr der natürlichen Fließrichtung – seit 1913 zusätzlich Havelwasser aus dem Großen Wannsee in die grundwassergespeiste Seenkette gepumpt wird. Maßnahmen der jüngsten Zeit führen zu einer ersten Erholung des Grundwasserspiegels in Teilen des Berliner Urstromtals.

### Die Ketten und ihre Seen
Die Große Grunewaldseenkette verläuft in östlicher Randlage zum Grunewald und beginnt rund 500 Meter südlich des Strandbades Wannsee mit dem heute trockenen Nikolasgraben, der zum südlichsten See der Kette, dem Nikolassee, führt. Den Nikolassee verbindet die – heute gleichfalls trockene – Niederung der Rehwiese mit dem Schlachtensee; es folgen die Krumme Lanke, der weitgehend zum Riemeisterfenn verlandete Riemeistersee und die Kanalverbindung im Langen Luch zum Grunewaldsee. Vom Grunewaldsee führt der Hundekehlegraben durch das Hundekehlefenn zum Hundekehlesee.
Die sich anschließende Kleine Grunewaldseenkette verläuft durch bebautes Stadtgebiet und besteht aus den 1889 für die Villenkolonie Grunewald durch Aushebung von Mooren künstlich angelegten Seen Dianasee und Koenigssee. Die bereits bestehenden Gewässer Halensee sowie Lietzensee verlaufen in nordöstlicher Richtung diagonal durch die südlich des Schlosses Charlottenburg gelegene barocke Stadtanlage. Die Seenkette bildet im Bereich Hebbel-, Fritsche- und Zillestraße das Nasse Dreieck (heute ein Sportplatz) und endet etwas westlich von Alt-Lietzow an der Spree. Ursprünglich waren die zu Seen ausgehobenen Sumpfgebiete in der Siedlung Grunewald nicht öffentlich zugänglich, da die Grundstücke bis ans Ufer reichten. In den letzten Jahren wurden durch Freigabe öffentlicher Grundstücke und Ankauf von Uferstreifen an allen Seen Zugänge geschaffen.

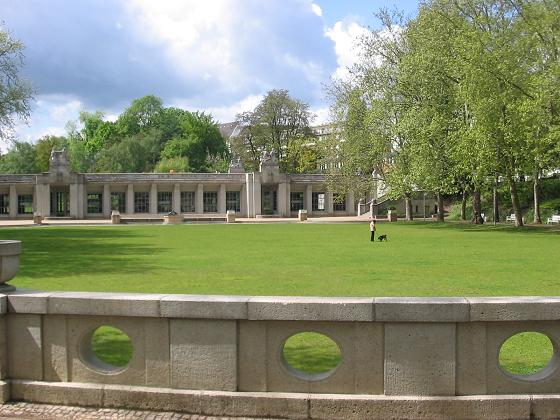
Rudolph-Wilde-Park, Ostteil

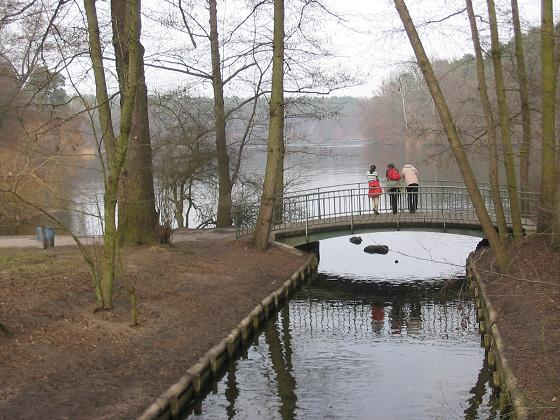
Krumme Lanke mit Kanal zum Schlachtensee

Eine weitaus kleinere und kürzere Nebenrinne verläuft vom Rathaus Schöneberg in Ost-West-Richtung senkrecht zu der großen und kleinen Kette. Diese Rinne begann ursprünglich am Schöneberger Nollendorfplatz. Das östlichste Gewässer bildet heute der Ententeich im Rudolph-Wilde-Park, dem sich nach Westen der Volkspark Wilmersdorf anschließt, der zum Teil auf dem ab 1915 zugeschütteten Wilmersdorfer See angelegt ist und zu dem auch der Fennsee kurz vor der Stadtautobahn gehört. Beide Parks zusammen bilden einen rund 2,5 Kilometer langen und rund 500 Meter breiten innerstädtischen Grünzug, der mit seinem Niederungscharakter und sanft geschwungenen Wiesen den geologischen Ursprung als eiszeitliche Rinne noch heute sichtbar macht.
Die Nebenrinne setzt sich nach ihrer Unterbrechung durch die Stadtautobahn, Sportplätze, das Sommerbad Wilmersdorf und einige bebaute Straßenzüge in den künstlich angelegten Gewässern Hubertussee und Herthasee fort, die 1889 beim Bau der Villenkolonie Grunewald in ehemaligen Fenngebieten ausgehoben wurden. Nach dem Herthasee trifft diese Nebenrinne am Koenigssee senkrecht auf die Hauptrinne.
Eine weitere glaziale Rinne, die sich ähnlich der kleinen Grunewaldseenkette an der Formation von Park- und Friedhofsanlagen ablesen lässt und von der mehrere als Naturdenkmal geschützte Toteislöcher erhalten sind, erstreckt sich vom Tempelhofer Francketeich über den Klarensee, den Bosepark und die Blanke Helle bis zum Hambuttenpfuhl an der Grabertstraße in der ehemaligen Steglitzer Villenkolonie Südende (→ siehe ausführlich mit Lagekarte von 1901: Alboinplatz).

## Naturschutz und Fenn

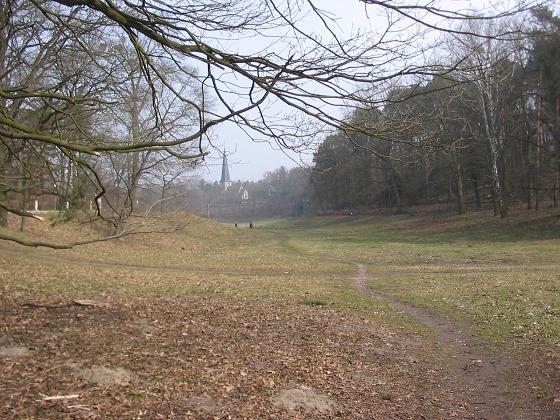
Rehwiese mit der Kirche Nikolassee

Sehr gut lässt sich die „Rinne“ der Seenkette an der trockenen Rehwiese erkennen, deren langgestreckte Niederung gemeinsam mit dem benachbarten Nikolassee seit 1960 als Landschaftsschutzgebiet ausgewiesen ist. Noch eine Schutzstufe höher als Naturschutzgebiet angesiedelt sind Riemeisterfenn und Langes Luch zwischen Krummer Lanke und Grunewaldsee sowie das anschließende Hundekehlefenn. In den teilweise morastigen Feuchtgebieten der Schutzzonen bestehen Reste wertvoller Auenwälder, während die Umgebung von den typischen hohen Kiefernbeständen des trockenen und nährstoffarmen Teltowbodens geprägt ist.
Der im Teltow häufige Flurname Fenn oder auch Fenne bezeichnet nach Hermann Teuchert einen „versumpften oder vertorften Binnensee oder Teich ohne festen Boden“ und nach Agathe Lasch und Conrad Borchling „mit Gras oder Röricht bewachsenes Sumpf-, Moorland, sumpfiges Weideland“, beide Zitate hier wiedergegeben nach Gerhard Schlimpert. Der Begriff hat einen niederdeutschen Ursprung (Moor im Niederdeutschen ‚Veen‘, ‚Fenn‘; Näheres zur Etymologie im DWDS) und geht auf die Besiedlung des Fläming durch Flamen zurück, die bereits in der zweiten Hälfte des 12. Jahrhunderts zum Landesausbau der gerade gegründeten Mark Brandenburg vom ersten Markgrafen Albrecht dem Bären und seinem Sohn und Nachfolger Otto I. ins Land gerufen worden waren.

## Slawen und Zisterzienser

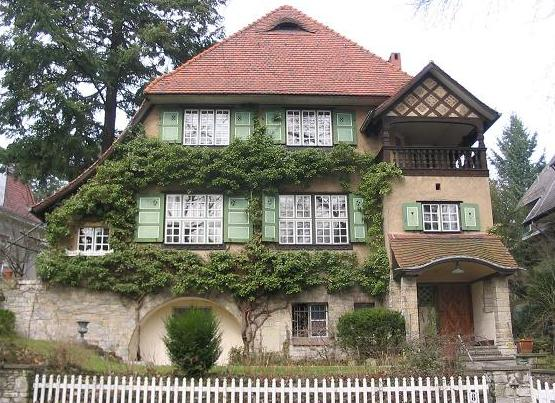
Villa in der Burgunderstraße, nahe der Rehwiese

Wie die Etymologie des ursprünglichen Namens Slatsee für den Schlachtensee oder archäologische Funde am später wüst gefallenen Dorf Crumense an der Krummen Lanke zeigen, bestanden im Gebiet der Seenkette slawische Siedlungen. Soweit sie nicht wüst fielen, gingen die slawischen Orte nach der Gründung der Mark Brandenburg im Jahr 1157 und dem anschließenden Landesausbau der askanischen Markgrafen nach und nach in deren Verwaltung über. Eine wichtige Rolle spielte bei dieser Entwicklung das einflussreiche und vermögende Zisterzienserkloster Lehnin, das seinen Kernbesitz in der Zauche bis in den nördlichen Teltow ausdehnte. Mitte des 13. Jahrhunderts, rund 70 Jahre nach Gründung des Klosters, kauften die Mönche mehrere Dörfer in dieser Region mit den Seen Nikolassee, Schlachtensee und Krumme Lanke (siehe dazu die jeweiligen Seen).
Die Wohngebiete entlang der Grunewaldrinne, die teilweise die Namen der Seen tragen, zählen auch heute noch zu den besonders bevorzugten Berliner Villenvierteln. Die Entwicklung der Seen und ihrer Besitzverhältnisse, die Aushebung von Fenns und die Anlage von neuen Seen, die Zuschüttung des Wilmersdorfer Sees und die Gestaltung der innerstädtischen Parks im ehemaligen Wilmersdorfer-Schöneberger Fenn spiegeln einen Ausschnitt der Geschichte in den südwestlichen Berliner Bezirken Nikolassee, Dahlem, Grunewald, Halensee, Charlottenburg, Wilmersdorf und Schöneberg wider.